# Bandai Namco Holdings
Bandai Namco Holdings, Inc. (株式会社バンダイナムコホールディングス?, Kabushiki-gaisha Bandai Namuko Hōrudingusu) è una holding giapponese nata nel 2005 a seguito dell'acquisizione di Namco da parte di Bandai.
Nel marzo 2009 la società ha acquisito lo sviluppatore D3 Publisher per 12.5 milioni di dollari. Nello stesso mese la società ha iniziato a vendere i propri classici anche tramite il social network Facebook.
Dal 1º aprile 2014 Namco Bandai cambia il nome occidentale in Bandai Namco, nome giapponese della compagnia usato dalla sua nascita. La decisione ha l'intento di far conoscere il marchio originale a livello globale.